# Erna Solberg
Erna Solberg, född 24 februari 1961 i Bergen i Norge, är en norsk politiker. Hon var Norges statsminister från den 16 oktober 2013 till den 14 oktober 2021 och är Høyres partiledare sedan den 9 maj 2004. Hon var dessförinnan Norges kommun- och regionminister från den 19 oktober 2001 till den 17 oktober 2005. 

## Biografi

### Familj och uppväxt
Solberg föddes i Bergen i Norge. Hon växte upp i det förmögna området Kalfaret. Hennes far Asbjørn Solberg (1925–1989) arbetade som konsult vid Bergen Sporvei AS och hennes mor Inger Wenche Torgersen (1926–2016) var kontorist. Hon har två systrar. Solberg hade stora bekymmer med dyslexi i skolan. Som gymnasieelev blev hon 1979 invald i styrelsen för Norges studentkårer och ledde den nationella välgörenhetsgalan Operasjon Dagsverk samma år där studenterna samlade in pengar till Jamaica. Hon avlade en kandidatexamen i sociologi, statsvetenskap, statistik och nationalekonomi vid Universitetet i Bergen år 1986. 

### Politisk gärning
Solberg var suppleant i Bergens kommunfullmäktige under perioderna 1979–1983 och 1987–1989, den sista perioden i den verkställande kommittén. Hon ledde både den lokala och den kommunala delen i Unge Høyre och i Høyre. Hon ledde Høyres studentförbund i Bergen 1985-1986. Hon var ledare för partiets kvinnoorganisation 1994–1998, vice partiledare 2002–2004 och är partiledare sedan 2004.
Hon invaldes som ledamot av Stortinget första gången år 1989 och har blivit omvald fem gånger. Hon representerar Hordaland fylke. Hon var kommun- och regionminister 2001–2005 i regeringen Bondevik II. Hennes påstådda tuffa politik som minister, bland annat den fasta ståndpunkten gällande asylpolitik, gav henne smeknamnet "Jern-Erna" (norska för "Järn-Erna") i massmedia.
Som partiledare ledde hon partiet till en klar förlust i stortingsvalet 2005, efter att partiet sedan 2001 suttit i regering tillsammans med Kristelig Folkeparti och Venstre. Resultatet på 14 % var Høyres sämsta någonsin. Men med ett mer pragmatiskt budskap, med inspiration bland annat från Nya Moderaterna i Sverige, lyckades Solberg sakta men säkert lyfta partiets siffror och stortingsvalet 2009 blev en framgång med 17 % och Høyreledamöter invalda för samtliga fylken. 
Inför stortingsvalet 2013 var det tydligt att Solberg var den borgerliga statsministerkandidaten, och valet blev en stor framgång för Høyre. Partiet fick 27 % och kunde bilda en minoritetsregering tillsammans med Fremskrittspartiet. Høyre var nu återigen det klart största borgerliga partiet, en position som 2005 och 2009 tagits av just Fremskrittspartiet.
År 2015 intervjuades hon av NRK och hon uttalade att ingen som bär heltäckande slöjor som niqab eller burka skulle få anställning i hennes stab eftersom hon vill kunna se ansiktet på sina medarbetare. Hon uppfattade också de heltäckande slöjor som politiska symboler som bärs för att utmana gränser i det norska samhället. Hon var inte positiv till ett heltäckande förbud för alla religiösa symboler i arbetslivet.
Solberg har i september 2023 uppmärksammats på grund av att hennes make, Sindre Finnes, under hennes ämbetsperiod påstås ha genomfört omfattande aktieaffärer som kan ha påverkats av icke-offentlig information.